# Rue Philippe-de-Champaigne
La rue Philippe-de-Champaigne est une voie située dans le quartier de la Salpêtrière du 13e arrondissement de Paris.

## Situation et accès
La rue Philippe-de-Champaigne est accessible par les lignes 5, 6 et 7 à la station Place d'Italie.

## Origine du nom

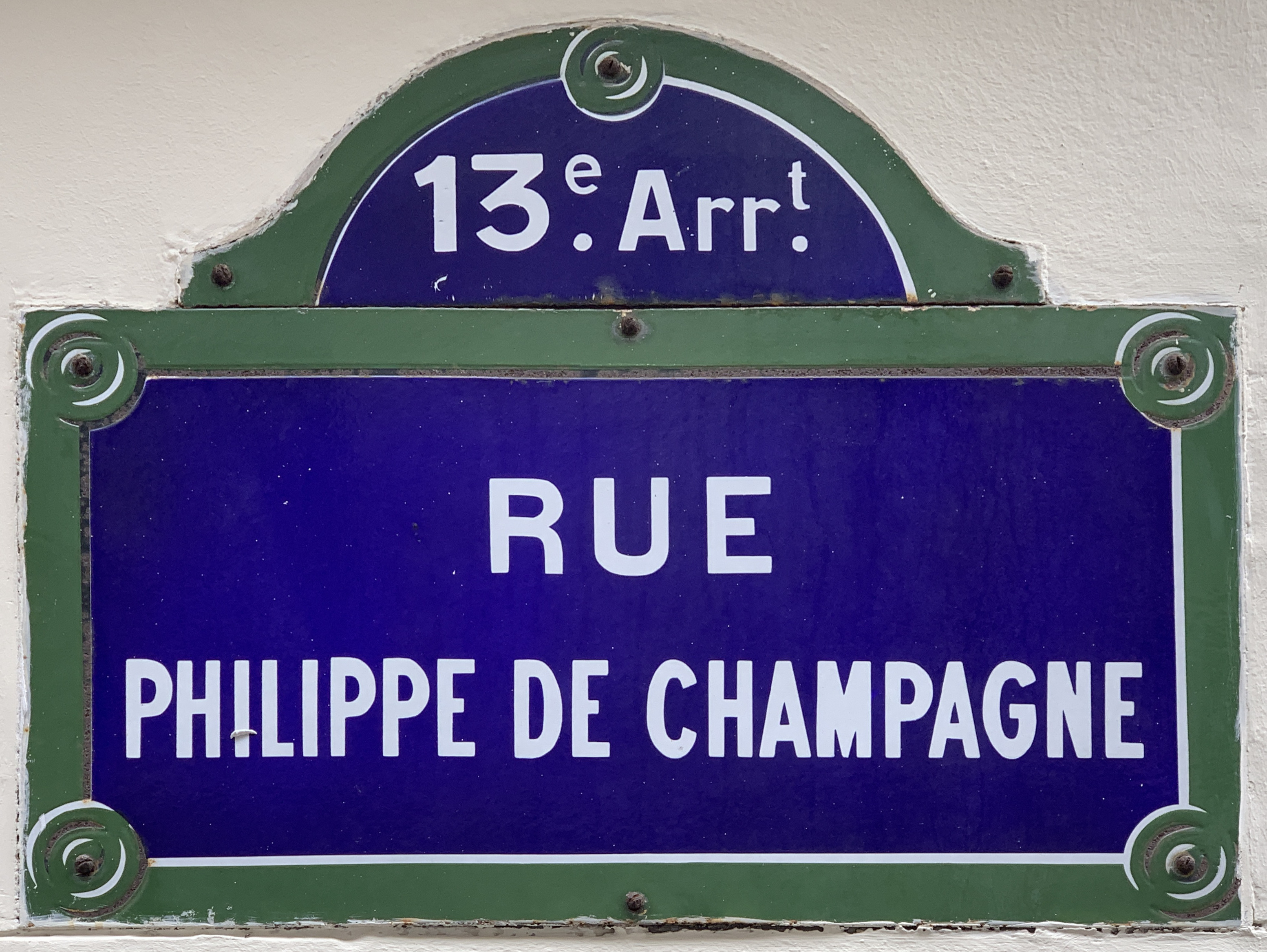
Plaque de la rue avec l'orthographe Champagne.

La rue porte le nom du peintre français Philippe de Champaigne (1602-1674), en 1867, dans le cadre de la dénomination thématique opérée lors de l'aménagement du quartier.

## Historique
La rue formée en 1867, dans le cadre de l'urbanisation du quartier d'anciennes carrières entre l'avenue des Gobelins et le boulevard de l'Hôpital, porte son nom actuel depuis le 2 mars 1867, avant d'être classée dans la voirie parisienne par décret du 28 août 1868.

## Bâtiments remarquables et lieux de mémoire
- La rue longe l'arrière de la mairie du 13e arrondissement.
- On y trouve une antenne de la préfecture de police de Paris et du tribunal de grande instance de Paris.